# Monsanto
Monsanto a fost  o corporație internațională care lucrează în domeniul agrochimic și al ingineriei genetice.
Monsanto a început să cumpere companii de semințe în anii 1990, iar mai târziu a devenit un gigant în industria de semințe de legume odată cu achiziționarea Seminis, cea mai mare companie de semințe legumicole din lume, în 2005.
În 2016, semințele Monsanto au reprezentat 23% din piața de semințe legumicole la nivel mondial.
La 7 iunie 2018, a fost cumpărată de Bayer.